# Эскобар Алас, Хосе Луис
Хосе Луис Эскобар Алас (исп. José Luis Escobar Alas; род. 10 марта 1959, Сучитото, департамент Кускатлан, Сальвадор) —  прелат Римско-католической церкви, седьмой архиепископ Сан-Сальвадора, 3-й епископ Сан-Висенте, 4-й титулярный епископ Тибики.

## Биография
Хосе Луис Эскобар Алас родился в Сучитото, в департаменте Кускатлан 10 марта 1959 года. Обучался в семинарии Сан-Хосе-де-ла-Монтанья в Сан-Сальвадоре и Высшей духовной семинарии в Морелии, в Мексике. Защитил степень магистра философии в Папском Григорианском университете в Риме. 15 августа 1982 года был рукоположен в сан священника и направлен на служение в епархию Сан-Висенте, в Сальвадоре.
Служил ректором малой епархиальной семинарии в Сан-Висенте. Затем преподавал в семинарии Сан-Хосе-де-ла-Монтанья в Сан-Сальвадоре. После был назначен настоятелем прихода Богоматери Пиларской в городе Сан-Висенте. Нёс также служение генерального викария епархии Сан-Висенте.
19 января 2002 года римский папа Иоанн Павел II номинировал его вспомогательным епископом Сан-Висенте и титулярным епископом Тибики. Епископскую хиротонию 23 марта 2002 года совершил Его преосвященство Хосе Оскар Бараоно-Кастильо, епископ Сан-Висенте, которому сослужили Его преосвященство Хасинто Берлоко, титулярный архиепископ Фидены и Его преосвященство Эдуардо Алас-Альфаро, епископ Чалатенанго.
4 июня 2005 года тот же римский папа номинировал его в епископы Сан-Висенте. На кафедру новый епископ взошёл 9 июля того же года. 27 декабря 2008 года он был номинирован в архиепископы Сан-Сальвадора и взошёл на кафедру 14 февраля 2009 года.

## Социальные позиции
В июне 2016 года широкий общественный резонанс архиепископа Эскобар-Аласа с крупным предпринимателем и крайне правым политиком Альфредо Мена Лагосом. Архиепископ расценил как «греховное и аморальное» решение об установлении минимальной заработной платы в размере 0,2 доллара в день. В ответ Мена Лагос заявил, что церковный деятель не вправе об этом судить, поскольку «не создаёт рабочих мест и не платит налогов».